# Synagoge (Burgkunstadt)
Die Burgkunstadter Synagoge war die Synagoge der jüdischen Gemeinde in der oberfränkischen Stadt Burgkunstadt. Sie wurde Mitte des 17. Jahrhunderts als Sandsteinquaderbau errichtet und Mitte des 18. Jahrhunderts umgebaut. Die Synagoge, vermutlich fußend auf Vorgängerbauten, wies ein Alter von über 300 Jahren auf und stand bis zu ihrer Zerstörung im Jahr 1938 an der Kulmbacher Straße 26. Von etwa 1825 bis 1914 war die Synagoge das geistige Zentrum des Distriktsrabbinats Burgkunstadt.

## Geschichte

### 15. Jahrhundert bis 1933 – Erbauung und Nutzung
In der Burgkunstadter Unterstadt am Mühlbach, möglicherweise an selber Stelle, existierte bereits Anfang des 15. Jahrhunderts eine Synagoge. Dies geht aus einem Teilungsvertrag der Freiherren von Schaumberg zu Strössendorf, datiert auf das Jahr 1434 hervor. Die Freiherren von Schaumberg, die auch über zahlreiche Besitzungen in Burgkunstadt verfügten, fungierten über Jahrhunderte, neben weiteren Regenten, als die Schutzherren der Burgkunstadter Juden. Bis ins 19. Jahrhundert hinein war das Grundstück der Synagoge der jüdischen Gemeinde seit mindestens 1710 als Schaumberg-Strössendorfer Lehen überlassen worden, für welches jährlich nicht unerhebliche Lehensabgaben gezahlt werden mussten.
Das bis zuletzt erhaltene Synagogengebäude wurde vor 1657 auf dem Grundstück mit der Hausnummer 123 (ab etwa 1820 Hs.-Nr. 131), der späteren Kulmbacher Straße 26 erbaut. In jenem Jahr erneuerte Hans Ernst von Schaumberg am 16. August den Burgkunstadter Juden das Lehen für die wiedererrichtete, als „Judenschule“ bezeichnete Synagoge. Im Jahr 1679 wurde neben der Synagoge ein Gemeindehaus errichtet. Vermutlich handelt es sich dabei um das Gebäude mit der ehemaligen Hausnummer 130 (Im Bild oben rechts neben der Synagoge). Umbaumaßnahmen oder ein partieller Neubau der Synagoge sind in der zweiten Hälfte des 18. Jahrhunderts aufgrund des Baustils wahrscheinlich. Eine neue Inneneinrichtung wurde vermutlich um 1830 eingebaut, nachdem die jüdische Gemeinde die Synagoge am 18. April 1825, in einem Schreiben an die königlich bayerische Regierung des Obermainkreises, als „alte[n] mangelhaft eingerichtete[n] Tempel“ bezeichnete. Die vom liberalen und reformistisch geprägten Rabbiner Leopold Stein 1835 eingeführte Synagogenordnung umfasste nur 17 Paragraphen und war somit eine der kürzesten in ganz Franken. Sie zeigte sich deutlich reduziert und noch liberaler gegenüber der am 5. Mai 1831 gesetzlich erlassenen Synagogenordnung für den Obermainkreis. Diese umfasste 31 Paragraphen und beruhte auf einem Entwurf des Bayreuther Reformrabbiners Joseph Aub. Andere, konservativere fränkische Synagogenordnungen aus dieser Zeit umfassten bis zu 56 Paragraphen.
Bis zum Jahr 1851 fand in der Synagoge auch der Schulunterricht der jüdischen Kinder Burgkunstadts statt. Fortan wurde dieser in der neuen Schule der jüdischen Gemeinde gegeben, wozu die Brüder Moses und Zacharias Sack das Anwesen Nr. 100 (heute Feuerweg 19; Gebäude Mitte des 20. Jahrhunderts abgerissen und ersetzt) erworben hatten. Am 10. März 1860 wurde in einer sehr feierlichen Zeremonie eine neue Torarolle in der Gemeinde eingeführt. Insbesondere das hohe Niveau des musikalischen Teils der Feier fand in den jüdischen Gemeinden überregional Anerkennung. Aus dem Jahr 1909 ist überliefert, dass die Gottesdienste in der Synagoge „jeden Freitag abend, Samstag, an israelitischen Feiertagen und an Tagen, an denen die Kultusgemeindemitglieder die Jahrtage für ihre verlebten Eltern oder sonstigen Angehörigen halten“ stattfanden.

### 1933 bis 1945 – Zerstörung in der NS-Zeit
Beim Novemberpogrom 1938 wurde die Synagoge am 10. November 1938 zerstört. Um 2 Uhr nachts kam dazu der Lichtenfelser SA-Kreisleiter Lorenz Kraus von Lichtenfels nach Burgkunstadt um den SA-Ortsgruppenleiter sowie über diesen den damaligen Burgkunstadter Bürgermeister Leo Feuersinger (NSDAP) über die geplante Zerstörung zu informieren. Unmittelbar darauf wurden die Burgkunstadter NSDAP- und SA-Mitglieder benachrichtigt und vor der Synagoge zusammengerufen. Unter Anführung des SA-Kreisleiters aus Lichtenfels wurde sodann in den frühen Morgenstunden des 10. Novembers die Fenster eingeschlagen und die Inneneinrichtung verwüstet. Kraus hatte gegen 1.30 Uhr nachts telefonisch die Anweisung erhalten, gegen Juden vorzugehen. Bevor er gut eine halbe Stunde später Burgkunstadt erreichte, hatte er in Lichtenfels etwa zwei Dutzend SA-Männer zusammengerufen und sie die dortige kleine Synagoge stürmen und verwüsten lassen.
Die religiößen Gegenstände von eher geringem materiellen Wert wie die Torarollen, Gebetbücher und Priestergewänder wurden in den Mühlbach geworfen; die Kunst- und Wertgegenstände, vorwiegend aus Edelmetallen, wurden hingegen zur Stadtverwaltung gebracht. Teils ermutigt durch einen Lehrer wurde die verwüstete Synagoge am Vormittag des 10. Novembers durch Schulkinder noch weiter beschädigt und durch die örtliche Bevölkerung schaulustig besucht. Mit Rücksicht auf die enge Bebauung im Umfeld wurde die Synagoge nicht wie andernorts üblich angezündet. Noch am 10. November 1938 ging das Synagogengebäude erzwungenermaßen als angebliche „Schenkung“ in den Besitz der Stadt Burgkunstadt über, was in einem Vertrag am 17. November 1938 festgehalten wurde, in welchem „[d]ie Kultusgemeinde [...] auf jeglichen Anspruch [verzichtete].“ Zwei Tage später begann durch NSDAP-Formationen der Abbruch des Synagogengebäudes. Im Lichtenfelser Tagblatt vom 12. November 1938 wurden die Ereignisse der vergangenen Tage wie folgt zynisch kommentiert:

„[...] Die Synagoge, die alte Judenschule und die Judenscheune in der Auffahrtstraße gingen am Freitag in den Besitz der Stadt Burgkunstadt über. Die Gebäude werden in Zukunft nützlicheren Zwecken dienen. Heute Samstag nachmittags 2 Uhr werden die Formationen der Partei bereits mit dem Abbruch der Synagoge beginnen und somit einen traurigen Punkt für immer aus dem Stadtbild auslöschen. Man wird wohl nicht fehl gehen in der Annahme, daß sich kein Burgkunstadter diesen denkwürdigen Akt entgehen lassen wird. Wer Lust hat, tatkräftig mit Hand anzulegen, wird willkommen sein. Es ist nebenbei sehr zu begrüßen, daß mit dem Verschwinden der Synagoge gerade die engste Straßenstelle eine beträchtliche Erweiterung erfahren wird.“

Das ebenfalls in das städtische Eigentum übergegangene Grundstück wurde wenig später mit einer Grün- und einer Ausweichfläche für den Straßenverkehr versehen.

### Seit 1945 – Aufarbeitung, Mahnmal und Erinnerung

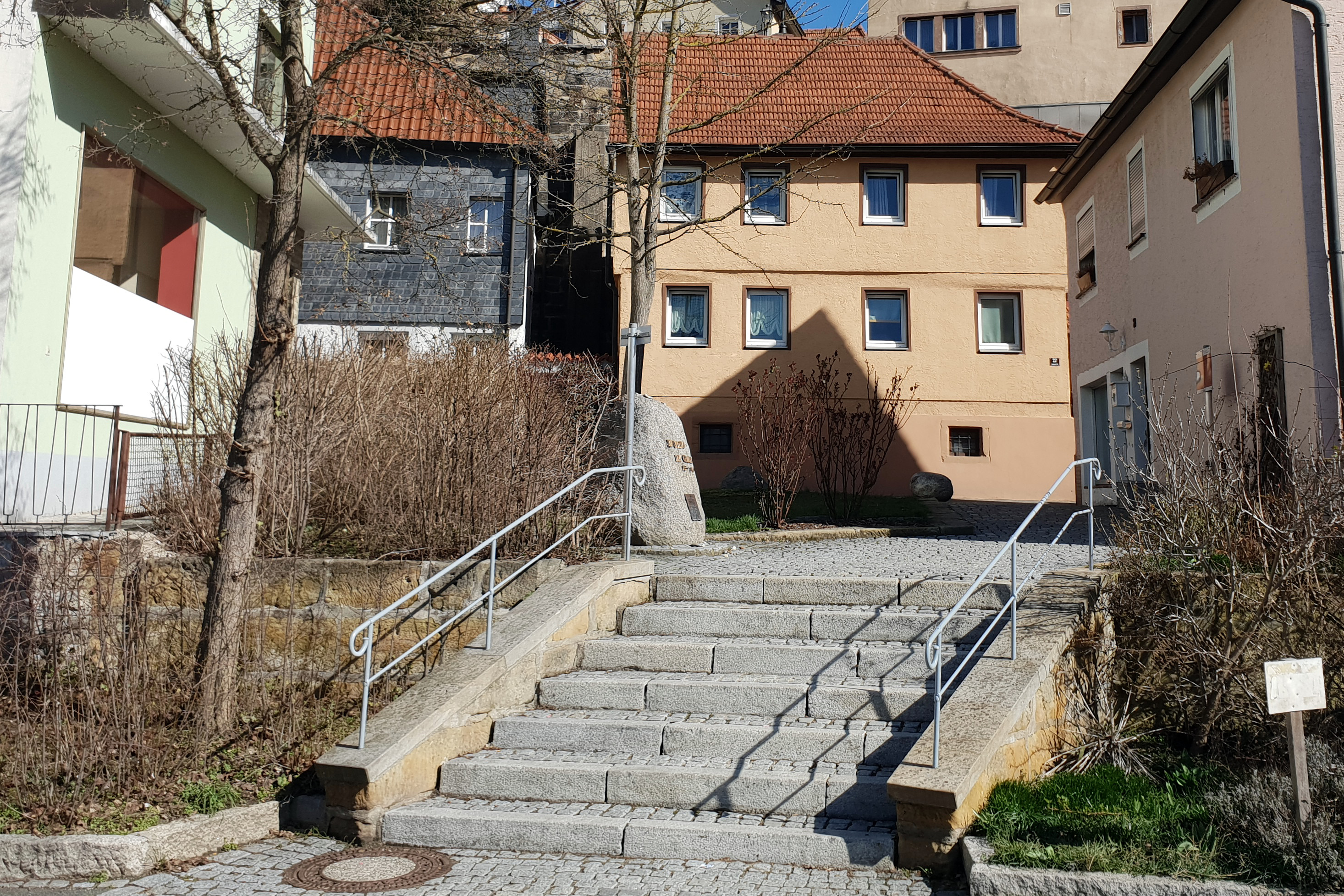
Blick auf den Standort der ehemaligen Synagoge mit Gedenkstein und Grünanlage.
Links neben dem Treppenaufgang sind die letzten Grundmauerreste der Synagoge zu erkennen.

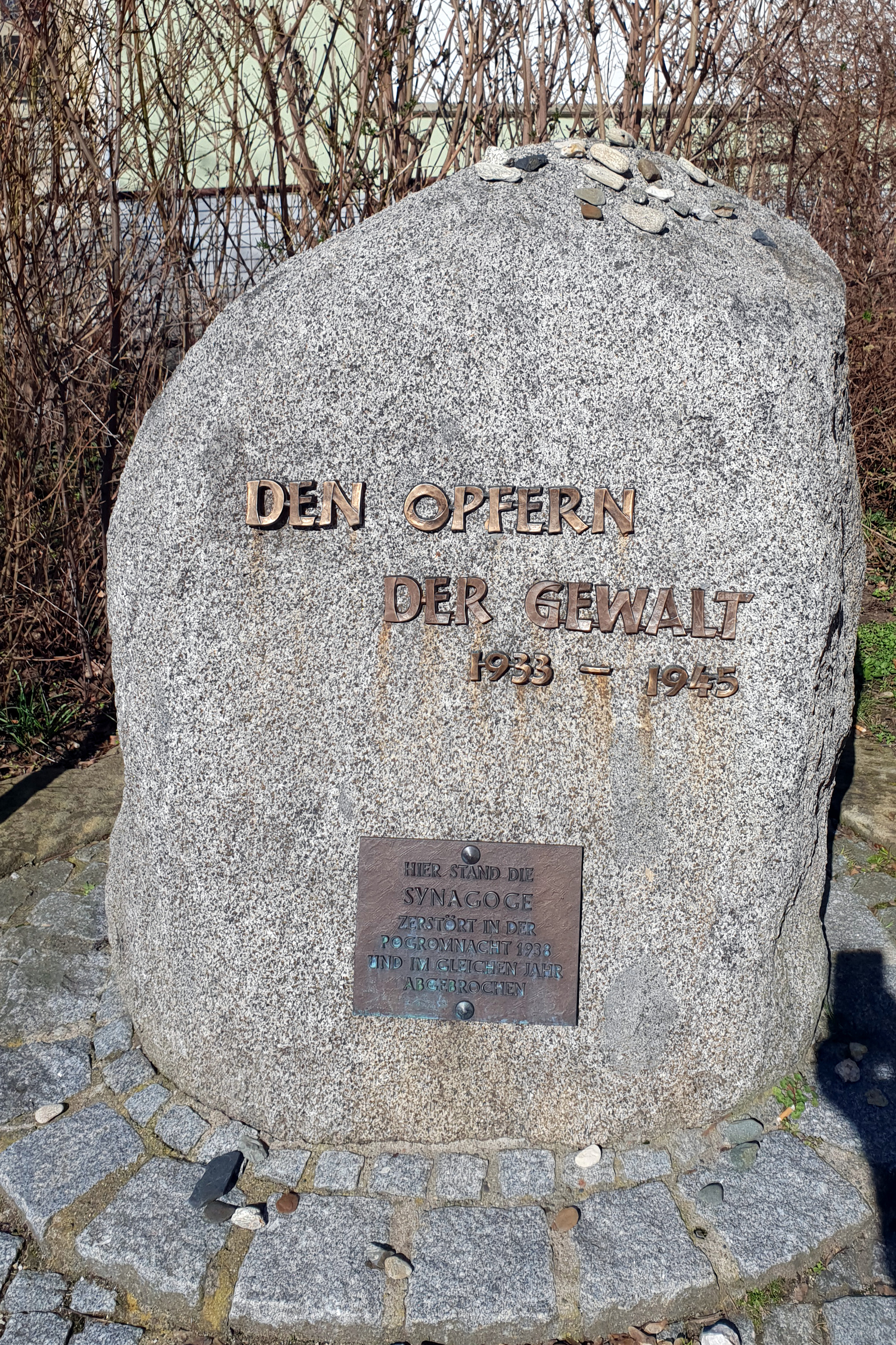
Gedenkstein für die Synagoge und die Jüdische Gemeinde Burgkunstadts.
Die kleinen Steine auf der Oberseite des Gedenksteins stellen einen jüdischen Erinnerungsbrauch für die verstorbenen Opfer aus der Zeit des Nationalsozialismus dar.

Die gerichtliche Aufarbeitung der Zerstörungen der Synagogen von Alten- und Burgkunstadt fand am Amtsgericht Lichtenfels statt. In der Hauptverhandlung am 25. Juli 1946 wurden zunächst einige minderjährige Täter zu viermonatigen Haftstrafen verurteilt. Der ehemalige Burgkunstadter NSDAP-Ortsgruppenleiter Wendelin Kolb, der frühere Bürgermeister Leo Feuersinger und zwei ehemalige SA-Mitglieder wurden in einem nachfolgenden Prozess am 16. Januar 1947 zu eineinhalbjährigen Haftstrafen wegen gemeinschädlicher Sachbeschädigung verurteilt. Die teils als zu milde empfundenen Haftstrafen stießen nicht selten auf Kritik in der Bevölkerung.
Im Jahr 1950 musste die Stadt Burgkunstadt eine Restitution an die Jewish Restitution Successor Organization für das jüdische Schulhaus und die Synagoge von zusammen 11.500 DM zuzüglich 6,5 % Zinsen p.a. zahlen. Mit Zins und Zinseszins über 12 Jahre belief sich die Summe somit auf rund 25.000 DM. Kaufkraft- und Inflationsbereinigt entspricht dies etwa einer Summe von 67.800 € (Stand 2019).
Nach der Kanalisierung des Burgkunstadter Mühlbachs wurde der Platz der ehemaligen Synagoge um 1970 mit einer sandsteinernen Treppe auch aus südlicher Richtung für Fußgänger erschlossen. Ein Gedenkstein wurde auf dem Platz 1987 errichtet. Es handelt sich dabei um einen Granitfindling mit der Aufschrift „Den Opfern der Gewalt 1933–1945“ in großen Messinglettern. Darunter ist auf einer Bronzeplatte zu lesen „Hier stand die Synagoge, zerstört in der Pogromnacht 1938 und im gleichen Jahr abgebrochen“.
Im Laufe der zweiten Hälfte des 20. Jahrhunderts fanden bis heute mehrere Gedenkveranstaltungen auf dem Synagogengrundstück statt. Initiiert wurden diese unter anderem durch den 1988 gegründeten Verein Interessengemeinschaft Synagoge Altenkunstadt und den 2016 verstorbenen Altenkunstadter Theologen und Heimatforscher Josef Motschmann, der sich intensiv mit der jüdischen Geschichte im Alten- und Burgkunstädter Raum auseinandergesetzt hatte. Ebenso wie 2013, zum 75. Jahrestag, fand auch anlässlich des 80. Jahrestages der Zerstörung der Synagoge am 11. November 2018 eine größere Gedenkfeier am ehemaligen Standort der Synagoge statt. Initiiert wurde die Gedenkfeier von der örtlichen evangelischen Kirchengemeinde und der katholischen Pfarrgemeinde. Neben einer gemeinsamen Ansprache durch geistliche beider Konfessionen wurde auch für die Opfer gebetet und zusammen mit dem evangelischen Kirchen- und Flötenchor jüdische Lieder gesungen.

## Architektur und Baugeschichte

### Datierung des Gebäudes
Für das Synagogengebäude sind nur wenige bauliche Angaben überliefert. In einem Schätzgutachten des Landbauamts Lichtenfels vom 10. Dezember 1955, in der eine Bewertung der zerstörten Synagoge versucht wurde heißt es: „Plan- oder sonstige Unterlagen über Größe und Beschaffenheit [der Burgkunstadter Synagoge] liegen weder bei der Gemeinde noch beim Landratsamt noch sonstwo auf [...]“ Dennoch konnte das Gebäude aufgrund verschiedener Anhaltspunkte auf ein Alter von über 300 Jahren geschätzt werden, womit es sich um dasselbe, wie das 1657 erwähnte handeln könnte. Jedoch gilt ein maßgeblicher Um- oder Neubau in der zweiten Hälfte des 18. Jahrhunderts als wahrscheinlich. Begründet liegt dies im Architekturstil und den großen Ähnlichkeiten in der Proportionierung des Baukörpers und der Fassade zu der 1726 erbauten Altenkunstadter Synagoge. Abgesehen vom Gutachten des Landbauamts Lichtenfels sind nur kurze Beschreibungen der Synagoge aus einem Zeitungsbericht des Jahres 1851 und vom Münchner Kunsthistoriker Theodor Harburger aus dem Jahr 1928 überliefert.

### Baubeschreibung

#### Außen
Es handelte sich bei der Synagoge um ein giebelständiges Sandsteinquadergebäude mit ziegelgedecktem Halbwalmdach. Das Gebäude erstreckte sich über rund 130 m² bei Außenabmessungen von etwa 7,5 bzw. 9,5 m × 13,5 m, wobei es sich nicht um einen exakt rechteckigen, sondern leicht verzogenen Grundriss handelte. Im Süden reichte es direkt bis an den Mühlbach und grenzte im Norden unmittelbar an die Straße. Über dem bis zu ca. 5 m hohen Erdgeschoss befand sich noch ein ausgebautes Dachgeschoss. Die Gebäudeecken waren mit einer markanten Eckquaderung versehen.
Die Südfassade war durch ein hervorstehendes Kranzgesims sowie durch drei regelmäßige Fensterachsen in beiden Geschossen gegliedert. Im steinernen Erdgeschoss waren zuletzt achtfach geteilte, zweiflüglige Sprossenfenster mit viergeteiltem Oberlicht verbaut. Sie gehörten zum Betraum. Aus der Fassade setzten sich die Fenster mit hervorstehendem Rahmen mit gerader Brüstung und Sturz ab. Oberhalb des geraden Sturzes war noch ein älterer, in der Mitte leicht spitz zulaufender Sturz vorhanden, der auf vormals andere und etwas höhere Fenster hindeutete. Die drei Fenster im verputzten Fachwerkgiebel waren ebenfalls achtfach geteilt, jedoch ohne Oberlicht und Vorsprung in der Fassade ausgeführt. Sie belichteten die vermutlich im Obergeschoss vorhanden gewesenen Schul-, Aufenthalts- oder Wohnräume.
Die Nordfassade war zumindest zuletzt vollständig verputzt und verfügte nur über drei Fenster im Obergeschoss. Diese waren zwölffach geteilt und verfügten über einen leicht rundbogigen Abschluss im Sturz. Die Rahmen traten aus der Fassade nicht hervor; ebenso wenig das Kranzgesims, wobei sich dieses deutlich abzeichnete. Im topografisch bedingt an dieser Seite nur etwa 3 m hohen Erdgeschoss waren zu beiden Seiten zweiflüglige Holztüren angebracht, die mit leicht hervortretenden Sandsteinrahmen und Scheitelsteinen versehen waren. Die Existenz zweier Haustüren ist religiöß bedingt, da eine als Eingang für die männlichen Gemeindemitglieder und einer als Fraueneingang diente.
Die Ost- und Westfassade waren ebenfalls zumindest teilweise verputzt und schlossen ansonsten direkt an die Nachbargebäude an.

#### Innen
In der Allgemeinen Zeitung des Judentums vom 10. November 1851 wurde der Innenraum der Synagoge als „[...] zweckmäßig und ansprechend eingerichtet [...]“, aber durch die Lage am Mühlbach und in der Häuserreihe auch als „[...] feucht und finster [...]“ beschrieben. Den Gebetsraum im Südteil des Gebäudes erreichte man, indem man nach dem Männereingang zunächst drei Stufen in einen kleinen Vorraum und von dort weitere vier Stufen abstieg. Die Frauenempore war entweder direkt oder auch über diesen Vorraum erreichbar und erstreckte sich über drei Seiten des Gebetsraums.
Die Einrichtung war zuletzt im Stil des Empires, aber dennoch schlicht gehalten. Sie stammte vermutlich aus der Zeit um 1825–1830, nachdem vormals durch die jüdische Gemeinde der Zustand der Inneneinrichtung beklagt wurde. Die Innenraumgestaltung kann in den Grundzügen den jüdischen Gebräuchen Westeuropas entsprechend angenommen werden. Vor dem zentral vor der Westseite des Gebetsraums angebrachtem Toraschrein (Blick Richtung Osten, nach Jerusalem) befand sich die Almemor, auf der die hebräische Inschrift „דע לפני מי אתה עומד“ (ta lifne mi ato omed, dt.: „Wisse, vor wem du stehst“) angebracht war. Den Großteil des Raumes nahm die Bestuhlung bzw. die Bänke für die Männer ein. Die Frauen konnten auf der dreiflügligen Empore an der Süd-, Ost- und Nordseite des Gebetsraums Platz nehmen. In der Mitte des Gebetsraums hing ein großer Kristallleuchter.
Durch Theodor Harburger wurde am 15. Oktober 1928 eine Aufnahme eines silbernen Toraschilds angefertigt, das eine von zwei Löwen auf gedrehten Säulen flankierte Tora-Krone zeigt. Die etwa 23 × 25 cm große kunstvoll gestaltete Metallreliefplatte wurde durch den Silberschmiedemeister Johann Conrad Weiß in Nürnberg in der ersten Hälfte des 18. Jahrhunderts gefertigt. Weitere sakrale Kunstgegenstände aus der Burgkunstadter Synagoge sind ebenso wenig wie der Verbleib des Toraschilds bekannt.